# طائر سابي
طائر سابي هو جنس طيور بدائي عاش في العصر الطباشيري المبكر (الأبتي المتأخر إلى الألبي المبكر، قبل حوالي 125-120 مليون سنة). هذا الجنس يحتوي على نوع واحد فقط وهو Sapeornis chaoyangensis، والذي عرف من أحافير وجدت في تكوين جيوفوتانج وتكوين يزيان في جمهورية الصين الشعبية. وقد تم إيجاد العديد من الهياكل العظمية شبه المكتملة.

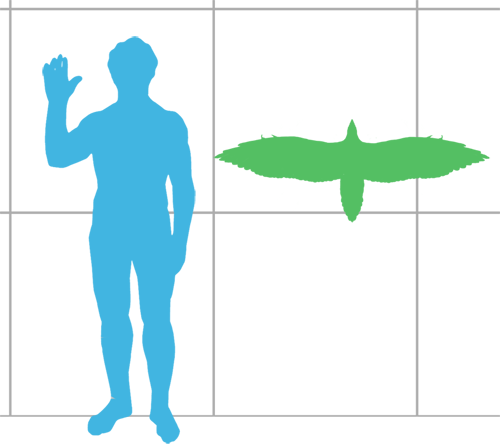

## إشتقاق الاسم
الأسم العلمي باللاتينية الجديدة مشتق من حروف SAPE التي هي اختصار the Society of Avian Paleontology and Evolution أو جمعية علم أحفوريات وتطور الطيور مضاف إليها الكلمة الإغريقية όρνις (ornis) أي الطائر.